# Marco Galli (matematico)
Marco Galli (Bologna, 1645 – 1700) è stato un matematico italiano.

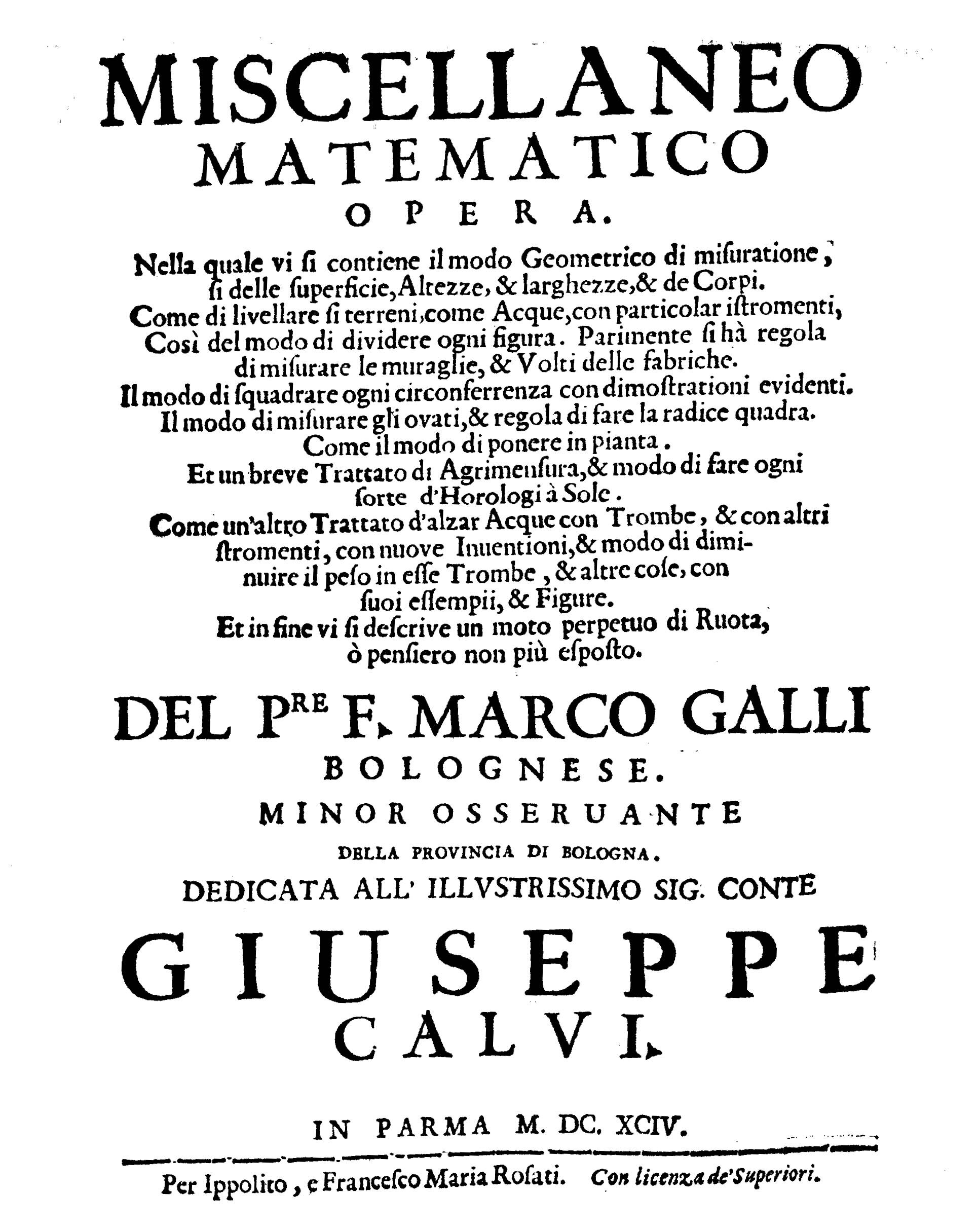
Miscellaneo matematico opera, 1694

La sua opera Miscellaneo matematico è citata come libro raro nel secondo volume de la Biblioteca Italiana di Nicola Francesco Haym.

## Opere
- Marco Galli, Miscellaneo matematico opera, In Parma, Francesco Maria Rosati, Ippolito Rosati, 1694. URL consultato il 13 giugno 2015.